# Pegilirani interferon alfa-2b
Pegilirani interferon alfa-2b za tretman hepatitisa C je razvio Schering-Plough. Prodajno ime je Peg Intron. Odobren je januara 2001.
PEG-interferon alfa je pegilirani interferon koji se sastoji od 165 aminokiselina. PEG (polietilen glikol) zaštićuje molekul od proteolitičkog razlaganja i produžava biološki poluživot interferon roteina. Dok se PEG-interferon alfa-2b obično koristi kao tretman za hepatitis C, bilo je pokazano da potencijalno može biti efikasan u tretmanu malignog melanoma. Takođe se koristi kod bolesnika sa neurofibromatozom za umanjenje neurofibroma.

## Mehanizam Akcije
Jedan od glavnih mehanizama dejstva koji PEG-interferona alfa-2b koristi je  put signalizacije. Osnovni mehanizam je da se PEG-interferon alfa-2b vezuje za svoje receptore, interferon-alfa receptor 1 i 2 (IFNAR1/2). Nakon vezivanja liganda, Tyk2 protein koji je povezan sa IFNAR1 podleže fosforilaciji što dovodi do fosforilacije Jak1 koji je asociran sa IFNAR2. Ove kinaze nastavljaju prenos signala putem fosforilacije prenosioca signala i aktivatora transkripcije (STAT) 1 i 2. Fosforilisani STAT se disocira od receptor heterodimera i formira interferon transkripcioni faktor sa p48 i IRF9, čime se formira interferon stimulišući transkripcioni faktor-3 (ISGF3). Ovaj transkripcioni faktor se translocira u nukleus gde on transkribuje nekoliko gena sa ulogom u: kontroli ćelijskog ciklusa, ćelijskom diferencijacijom, apoptozom, i imunim odgovorom.
PEG-interferon alfa-2b dejstvuje kao multifunkcionalni imunoregulatorni citokin putem transkribovanja nekoliko gena, uključujući interleukin 4 (IL4). Ovoj citokin je odgovoran za induciranje T pomoćnih ćelija da postanu tip 2 pomoćne T ćelije. To ultimativno rezultuje u stimulaciji B ćelija da se proliferiraju i povećaju njihovu produkciju antitela. Ovime se omogućava imuni odgovor, jer B ćelije učestvuju u predaju signala imunskom sistema da je strani antigen prisutan.
Još jedan značajni mehanizam tip I interferona alfa (IFNα) je da on stimulate apoptozu malignih ćelijskih linija. Prethodna istraživanja su pokazala da  može da uzrokuje arest ćelijskog ciklusa kod U266, Daudi, i Rhek-1 ćelijskih linija.
Naknadne studije su istražile da li kaspaze učestvuju u apoptozi opisanoj u prethodnoj studiji, i pokušale su da ustanove ulogu oslobađanja mitohondrijalnog citohroma c. Potvrđeno je da dolazi do rascepa putem kaspaze-3, -8, i -9. Sve tri od ovih cistein proteaza igraju važnu ulogu u inicijaciji i aktivaciji apoptotičke kaskade. Osim toga, bilo je pokazano da IFNα indukuje gubitak potencijala mitohondrijalne membrane, što rezultuje u oslobađanju citohroma c iz mitohondrija. Dalja istraživanja su u toku da bi se utvrdili uzvodni aktivatori apoptotičkog puta koje IFNα inducira.

## Genetički faktori koji utiču na respons tretmana
Za genotip 1 hepatitisa C tretiran sa pegiliranim interferonom alfa-2a ili pegiliranim interferonom-alfa 2b (brend Pegasys ili PEG-Intron) u kombinaciji sa ribavirinom, bilo je pokazano da su genetički polimorfizmi blizo ljudskog IL28B gena, koji kodira interferon lambda 3, asocirani sa značajnim razlikama u responsu na tretman. Ovaj nalaz, originalno objavljen u Nature, je ukazao da genotip 1 hepatitis C pacijenta koji nose određene genetičke varijante alela blizo IL28B gene imaju veće šanse da postignu održiv virološki odziv nakon tretmana nego drugi. Kasniji izveštaj is istog žurnala je demonstrirao da su iste genetičke varijante takođe povezane sa prirodnim čišćenjem genotip 1 hepatitis C virusa.

## Literatura
1. ↑  „DrugSafety” (PDF). Food and Drug Administration.
2. ↑  „PEG-Interferon Alfa-2b in Treating Patients With Stage IV Melanoma - Full Text View - ClinicalTrials.gov”. 14. 6. 2023.
3. ↑  Ward A. et al. "The Jak-Stat pathway in normal and perturbed hematopoiesis". BLOOD. January 2000; VOL 95, Number 1, 19-26
4. ↑  Thomas H. et al. „Mechanisms of Action of Interferon and Nucleoside Analogues”. Journal of hepatology. 40 (2): 364. фебруар 2004..
5. ↑  Sangfel O, Erickson S, et al. (1997). Cell Growth Differ.,8;343-352
6. ↑  Thyrell et al. “Mechanisms of Interferon-alpha induced apoptosis in malignant cells”. Oncogene: Nature Publishing Group. 2002. 21; 1251-1262
7. ↑  Ge, D.; Fellay, J.; Thompson, A. J.;  . (2009). „Genetic variation in IL28B predicts hepatitis C treatment-induced viral clearance”. Nature. 461 (7262): 399—401. Bibcode:2009Natur.461..399G. PMID 19684573. doi:10.1038/nature08309.
8. ↑  Thomas, D. L.; Thio, C. L.; Martin, M. P.;  . (2009). „Genetic variation in IL28B and spontaneous clearance of hepatitis C virus”. Nature. 461 (7265): 798—801. Bibcode:2009Natur.461..798T. PMID 19759533. doi:10.1038/nature08463.

## Spoljašnje veze
- "Informacija o FDA odobrenju"
- "Peg Intron Vebsajt"
- „"Smrtni slučajevi vezani za upotrebu laka"”. Архивирано из оригинала 04. 04. 2009. г. Приступљено 13. 06. 2010.
- Peg+Intron  на 

 Mediji vezani za članak Pegilirani interferon alfa-2b na Vikimedijinoj ostavi

|  | Molimo Vas, obratite pažnju na važno upozorenje u vezi sa temama iz oblasti medicine (zdravlja). |